# پناهگاه صخره‌ای خلوشت
پناهگاه صخره‌ای خلوشت یا خلوپشت مربوط به دوران فرادیرینه‌سنگی است و در شهرستان رودبار، بخش عمار لو، در زمین‌های روستای پاکده واقع شده است. این مکان باستانی در تاریخ ۲۴ اسفند ۱۳۸۳ با شمارهٔ ثبت ۱۱۷۴۶ به‌عنوان یکی از آثار ملی ایران به ثبت رسیده است.
این پناهگاه در بالای جاده لوشان - جیرنده و در ارتفاع حدود ۱۱۰۰ متری قرار دارد. دهانه پناهگاه رو به جنوب و در رخنمون های کنگلومرا به طول حدود ۱۶۰ متر قرار دارد. چشمه ای در حدود ۳۰۰ متری جنوب غربی محوطه قرار دارد. این پناهگاه حاوی شواهدی از سکونت شکارگر-گردآوران اواخر دوران پارینه سنگی است.بقایای سکونت  پارینه سنگی در این مکان توسط دو باستان شناس ایرانی، فریدون بیگلری (باستان‌شناس) و حسین عبدی در سال ۱۳۷۹ یافت شد. آثار یافت شده شامل ابزارهای سنگی و قطعات وازده تولید آنها است که شاخصترین آنها تیغه و ریز تیغه است. این مکان بین ۲۰۰۰۰ تا ۱۲۰۰۰ سال پیش توسط شکارچیان-گردآوران اواخر دورلن یخبندان مورد سکونت بوده است. 
این پناهگاه در زمین‌های کشاورزی روستای پاکده قرار دارد اما اکنون توسط عده‌ای دامداران غیر بومی محل مورد استفاده قرار می‌گیرد.